# Toponymie de Montpellier
Pour un article plus général, voir Montpellier.
 (octobre 2023).
La mise en forme du texte ne suit pas les recommandations de Wikipédia : il faut le « wikifier ».
Les points d'amélioration suivants sont les cas les plus fréquents :
- Les titres sont pré-formatés par le logiciel. Ils ne sont ni en capitales, ni en gras.
- Le texte ne doit pas être écrit en capitales (les noms de famille non plus), ni en gras, ni en italique, ni en « petit »…
- Le gras n'est utilisé que pour surligner le titre de l'article dans l'introduction, une seule fois.
- L'italique est rarement utilisé : mots en langue étrangère, titres d'œuvres, noms de bateaux, etc.
- Les citations ne sont pas en italique mais en corps de texte normal. Elles sont entourées par des guillemets français : « et ».
- Les listes à puces sont à éviter, des paragraphes rédigés étant largement préférés. Les tableaux sont à réserver à la présentation de données structurées (résultats, etc.).
- Les appels de note de bas de page (petits chiffres en exposant, introduits par l'outil «  Source ») sont à placer entre la fin de phrase et le point final[comme ça].
- Les liens internes (vers d'autres articles de Wikipédia) sont à choisir avec parcimonie. Créez des liens vers des articles approfondissant le sujet. Les termes génériques sans rapport avec le sujet sont à éviter, ainsi que les répétitions de liens vers un même terme.
- Les liens externes sont à placer uniquement dans une section « Liens externes », à la fin de l'article. Ces liens sont à choisir avec parcimonie suivant les règles définies. Si un lien sert de source à l'article, son insertion dans le texte est à faire par les notes de bas de page.
- La présentation des références doit suivre les conventions bibliographiques. Il est recommandé d'utiliser les modèles {{Ouvrage}}, {{Chapitre}}, {{Article}}, {{Lien web}} et/ou {{Bibliographie}}. Le mode d'édition visuel peut mettre en forme automatiquement les références.
- Insérer une infobox (cadre d'informations à droite) n'est pas obligatoire pour parachever la mise en page.

Pour une aide détaillée, merci de consulter Aide:Wikification.
Si vous pensez que ces points ont été résolus, vous pouvez retirer ce bandeau et améliorer la mise en forme d'un autre article.
La toponymie de Montpellier a fait l'objet de nombreuses recherches et travaux, et la question de l'étymologie de la ville n'est pas encore complètement résolue.
La première mention connue du nom de Montpellier figure dans un document conservé aux archives municipales de cette ville. Il s’agit de l'acte de donation, daté de 985, d'un mont situé entre Lez et Mosson, par le comte et la comtesse de Mauguio, à Guilhem Ier de Montpellier. À cette date, quelques mas de cultivateurs sommairement implantés y formaient déjà une manse. Le nom du mont y apparaît sous la forme latinisée de Monte pestellario,. On en relève par la suite d'autres attestations, sous les formes latinisées ou romanes : Montempestellarium vers 1076, Montpestlier, de Montepessulano en 1090, de Montepislerio au XIe siècle, Montpestler en 1103, etc. ; la première apparition de la graphie actuelle Montpellier date de 1370 environ. On ne mentionnera que pour mémoire certaines formes latinisées fantaisistes telles que Mons Pistillarius « mont des épices », ou encore Mons Puellarum « mont des pucelles », qui n'apportent rien d'un point de vue historique.
Le premier spécialiste à avoir proposé une interprétation plausible du toponyme de la ville est Hermann Gröhler, qui y a vu — comme la plupart de ses confrères par la suite — l'appellatif mont suivi d'un adjectif qualificatif en -ier, latinisé dans les textes en -arius ou -arium. Les divergences de vues entre les nombreux spécialistes qui se sont penchés sur la question reposent sur l'analyse de ce second terme.
Hermann Gröhler lui-même y voit le produit du latin °pestellum, variante phonétique non attestée et simplement postulée du mot pastellum « guède, pastel » (Isatis tinctoria). Selon cette analyse, le mons pestellarius serait donc « le mont où pousse le pastel ». Cette interprétation sera par la suite adoptée par Albert Dauzat et Charles Rostaing, qui la préfèrent à la suivante.
Auguste Vincent l'identifie à l'ancien français pestiel, pestel « pilon », et y voit donc une métaphore d'après la forme, « le mont en forme de pilon ». Cette vision des choses n'est pas vraiment confirmée par la topographie des lieux.
Charles Camproux a une tout autre approche en 1974, et voit dans l'élément -pellier un dérivé gallo-romain en -arius > -ier d'une racine pré-indo-européenne °pel- « colline ». Cette interprétation se fait en contradiction avec les formes les plus anciennes du nom, qui sont toutes en pest(e)l- et non en °pel(l)-. Malgré tout, Charles Rostaing, confrère et disciple d'Albert Dauzat, adopte ce nouveau point de vue dans le Supplément qu'il a apporté au Dictionnaire de ce dernier. Cette analyse est également reprise en quelques mots par Bénédicte et Jean-Jacques Fénié en 1997, qui l'abandonnent pour adopter l’explication de Dauzat et Rostaing en 2002.
La dernière tentative d'explication est celle d'Ernest Nègre, qui identifie comme Auguste Vincent le radical au mot pestel, mais avec le sens que ce terme a eu en ancien occitan, à savoir « loquet, verrou », ou encore à celui de verbe pestelar « verrouiller ». Il propose alors le sens global de « mont qui peut être fermé au verrou » (où il faut sans doute comprendre « forteresse sur un mont »). Mais peut-être, dans cette optique, peut-on simplement considérer le sens de « mont-verrou », « mont qui verrouille », comme c'est le cas pour Montfermeil (Seine-Saint-Denis), le fermeil ou fermail étant le « fermoir », c'est-à-dire le château ou la forteresse qui verrouille un domaine. Avec un sens similaire, on peut également citer Montgradail (Aude), dont le nom est formé sur garde « forteresse ».
Le nom occitan de la ville est Montpelhièr, mais elle est localement surnommée Clapas ou Lo Clapàs, « l'amoncellement rocheux ». C'est pourquoi les Montpelliérains sont parfois appelés Clapassiencs ou Clapassièrs. À noter que ce surnom est à l'origine du nom du chaos de Montpellier-le-Vieux, dont le nom occitan est lo Clapàs Vièlh (littéralement, le vieil amoncellement rocheux, ce qui correspond à l'aspect du lieu).